# Klatovec
Klatovec (německy Klatowetz) je obec v okrese Jihlava v Kraji Vysočina. Žije zde 75 obyvatel. Leží v Javořické vrchovině přímo u hranice kraje Vysočina s Jihočeským krajem. Obec se rozkládá v mírném severozápadním svahu na úpatí vrchu Javořice. Novější část obce na jihovýchodní straně leží v mírném východním svahu směrem k nedalekému rybníku Zhejral (součást stejnojmenné národní přírodní rezervace).

## Název
Název se vyvíjel od varianty Klatowetz (1386), Klatowecz (1398), v Klatovci (1406), Klatowecz (1437), Clatowecz (1448), Klatowecz (1512, 1678), Klatowetz (1718, 1720, 1751) až k podobám Klatowetz a Klatowec v roce 1846. Místní jméno může mít dva významy. Mohlo vzniklo přidáním přípony -ovec k příjmení Klát a znamenat patřící Klátovi. Druhou variantou je odvození ze slova klát ve významu pařez či špalek.

## Historie
První písemná zmínka o obci pochází z roku 1386 (Klatowecz).

## Přírodní poměry

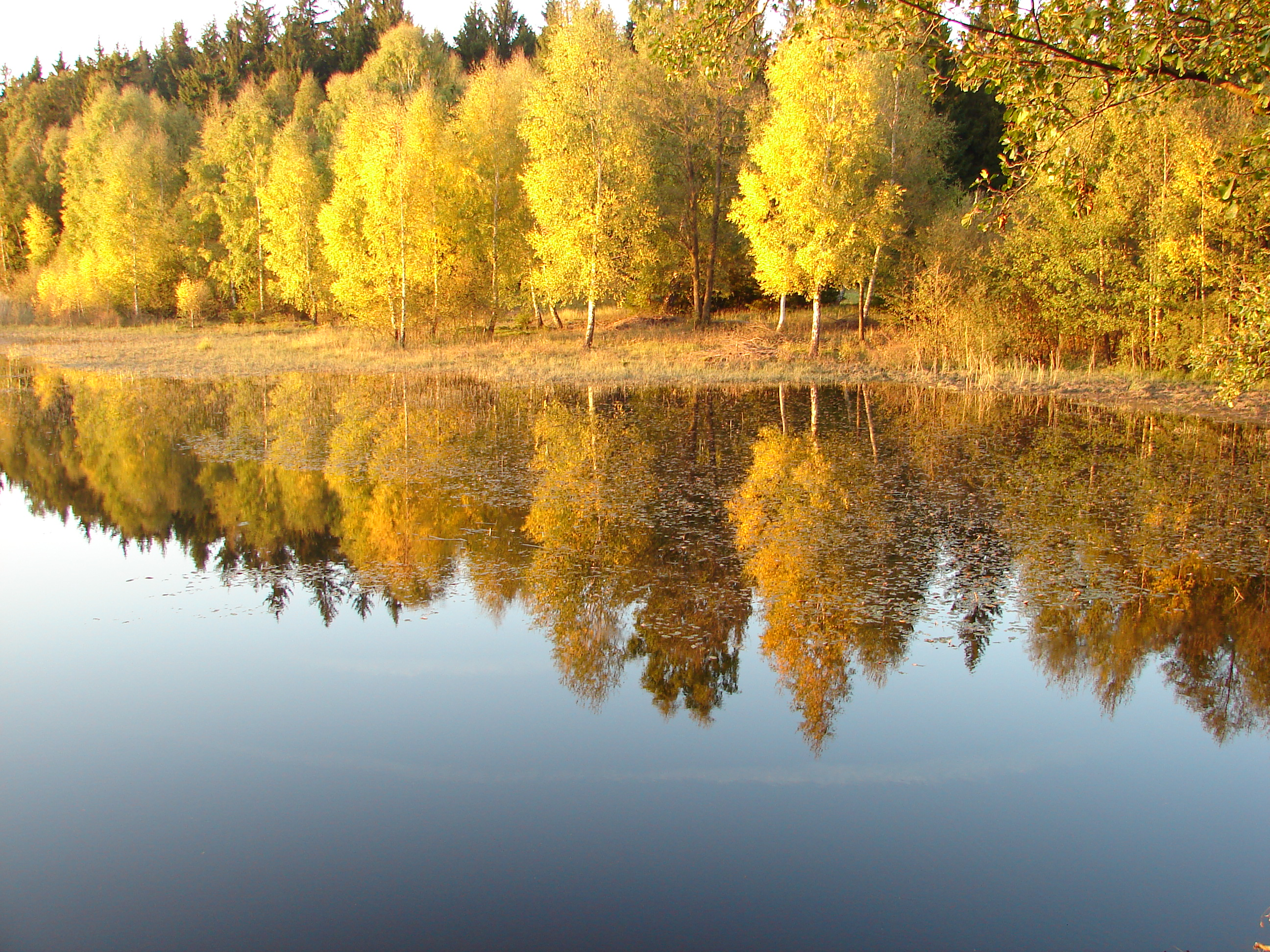
Národní přírodní rezervace, rybník Zhejral

Nachází se dvanáct kilometrů severozápadně od Telče a osm kilometrů jihovýchodně od Počátek. Geomorfologicky je oblast součástí Javořické vrchoviny a jejího podcelku Jihlavské vrchy, v jejíž rámci spadá pod geomorfologický okrsek Řásenská vrchovina. Průměrná nadmořská výška činí 704 metrů. Nejvyšší bod o nadmořské výšce 681 metrů se nachází jižně od obce. Klatovcem protéká bezejmenný potok, který se severně od obce u Býkovce vlévá do Býkoveckého rybníku. Východně od obce se na Studenském potoce rozkládá rybník Zhejral, ten byl vyhlášen evropsky významnou lokalitou a národní přírodní rezervací. U kulturního domu roste 18metrový památný javor klen, jehož stáří bylo v roce 1990 odhadováno na 115 let.

## Obyvatelstvo
Podle sčítání 1930 zde žilo v 57 domech 288 obyvatel. 288 obyvatel se hlásilo k československé národnosti. Žilo zde 249 římských katolíků a 36 evangelíků.
| Rok            | 1869 | 1880 | 1890 | 1900 | 1910 | 1921 | 1930 | 1950 | 1961 | 1970 | 1980 | 1991 | 2001 | 2011 | 2021 |
| -------------- | ---- | ---- | ---- | ---- | ---- | ---- | ---- | ---- | ---- | ---- | ---- | ---- | ---- | ---- | ---- |
| Počet obyvatel | 253  | 269  | 276  | 258  | 292  | 280  | 288  | 194  | 187  | 162  | 118  | 87   | 71   | 70   | 71   |
| Počet domů     | 36   | 45   | 41   | 42   | 44   | 47   | 57   | 63   | 53   | 51   | 40   | 30   | 70   | 72   | 71   |

## Obecní správa a politika

### Zastupitelstvo, sdružení
Klatovec je členem Mikroregionu Třešťsko.
Obec má pětičlenné zastupitelstvo, v jehož čele stojí starosta Jaroslav Hembera.
| Období    | Voliči | Účast v % | Mandáty | Výsledky                   | Starosta         |
| --------- | ------ | --------- | ------- | -------------------------- | ---------------- |
| 2006–2010 | 49     | 71,19     | 5       | 5 KLATOVEC - NÁŠ DOMOV     | Jaroslav Hembera |
| 2010–2014 | 56     | 71,43     | 5       | 5 SNK KLATOVEC - NÁŠ DOMOV | Jaroslav Hembera |
| 2014–2018 | 63     | 68,25     | 5       | 5 Klatovec - náš domov     | Jaroslav Hembera |

### Obecní symboly
Znak a vlajka byly obci uděleny rozhodnutím předsedkyně Poslanecké sněmovny Parlamentu České republiky dne 26. května 2011. Znak: V modro-červeně polceném štítě se stříbrným návrším se svěšeným červeným javorovým listem unciální M převýšené korunou, obojí zlaté, a provázené odvrácenými stříbrnými rohy. Vlajka: List tvoří čtyři svislé pruhy, bílý, modrý, červený a bílý, v poměru 1 : 2 : 2 : 1. Uprostřed mezi bílými odvrácenými rohy unciální M převýšené korunou, obojí žluté. Poměr šířky k délce listu je 2 : 3.

## Hospodářství a doprava
Obcí prochází silnice III. třídy č. 40914 z Horního Pole do Kaliště. Dopravní obslužnost zajišťuje dopravce ICOM transport. Autobusy jezdí ve směrech Počátky, Jihlávka a Studená. Obcí prochází cyklistická trasa Greenway ŘV.

## Školství, kultura a sport
Místní děti dojíždějí do základní školy v Počátkách nebo ve Studené. Působí zde Sbor dobrovolných hasičů Klatovec. Vedle bývalé školy, která nyní slouží k bydlení, byl vybudován kulturní dům.

## Pamětihodnosti
- Usedlost čp. 26 s freskami od Míly Doleželové a sgrafity od Jiřího Mareše
- Škola čp. 46 (z konce 19. století)

## Rodáci
- Ondřej Petrů (1915–1970), římskokatolický kněz, profesor církevního práva